# July Cup
Groupe 1
La July Cup est une course hippique de plat se déroulant au mois de juillet sur l'Hippodrome de Newmarket, en Angleterre.

## Caractéristiques et histoire
Créée en 1876, c'est une course de groupe I réservée aux chevaux de 3 ans et plus et l'un des sprints les plus prisés d'Europe, qui a lieu lors du meeting de juillet de Newmarket. Elle se dispute sur 6 furlongs, soit 1 207 mètres. L'allocation s'élève à £ 600 000. Lorsque le système des courses de groupe a été introduit en 1971, la July Cup a été labellisée groupe 2 avant de gagner ses galons de groupe 1 en 1978.
Les deux premières éditions de l'épreuve ont été remportées par Springfield, un poulain élevé par la Reine Victoria. Depuis, sept sprinters ont réussi un doublé : Charibert (1880, 1881), Spanish Prince (1912, 1913), Diadem (1919, 1920), Diomedes (1925, 1926, dead-heat avec Phalaros), Bellacose (1935, 1936), le grand Abernant (1949, 1950), et Right Boy (1958, 1959). Mais un seul cheval a réussi un triplé, Sundridge, en 1902, 1903 et 1904. D'autres grands champions de sprint ont inscrit leur nom au palmarès, tels Pappa Fourway, Lianga, Moorestyle, Habibti, Muhaarar, ou Harry Angel.

### Records
- Chrono : 1'09"11, Lethal Force 2013
- Victoires : Sundridge – 1902, 1903 et 1904
- Jockey : Lester Piggott – 10 – Vigo (1957), Right Boy (1958, 1959), Tin Whistle (1960), Thatch (1973), Saritamer (1974), Solinus (1978), Thatching (1979), Moorestyle (1980), Mr Brooks (1992)
- Entraîneurs :
  - Charles Morton – 5 – Sundridge (1903, 1904), Spanish Prince (1912, 1913), Golden Sun (1914)
  - Vincent O'Brien – 5 – Thatch (1973), Saritamer (1974), Solinus (1978), Thatching (1979), Royal Academy (1990)
  - Aidan O'Brien – 5 – Stravinsky (1999), Mozart (2001), Starspangledbanner (2010), U S Navy Flag (2018), Ten Sovereigns (2019)
- Propriétaires : 
  - Jack Joel – 5 – Sundridge (1903, 1904), Spanish Prince (1912, 1913), Golden Sun (1914)
  - Coolmore – 5 – Stravinsky (1999), Mozart (2001), Starspangledbanner (2010), U S Navy Flag (2018), Ten Sovereigns (2019)

## Palmarès depuis 1986
| Année | Vainqueur           | S/A | Pays        | Père              | Jockey             | Entraîneur        | Propriétaire                      | Deuxième        | Troisième         | Temps   |
| ----- | ------------------- | --- | ----------- | ----------------- | ------------------ | ----------------- | --------------------------------- | --------------- | ----------------- | ------- |
| 2025  | No Half Measures    | F.4 | Royaume-Uni | Cable Bay         | Neil Callan        | Richard Hughes    | Richard P. Gallagher              | Big Mojo        | Run to Freedom    | 1'11"18 |
| 2024  | Mill Stream         | M.4 | Royaume-Uni | Gleneagles        | William Buick      | Jane Chapple-Hyam | Peter Harris                      | Swingalong      | Vandeek           | 1'10"90 |
| 2023  | Shaquille           | M.3 | Royaume-Uni | Charm Spirit      | Rossa Ryan         | Julie Camacho     | Hughes, Rawlings & O'Shaughnessy  | Run to Freedom  | Kinross           | 1'11"68 |
| 2022  | Alcohol Free        | F.3 | Royaume-Uni | No Nay Never      | Rob Hornby         | Andrew Balding    | Jeff Smith                        | Naval Crown     | Artorius          | 1'09"47 |
| 2021  | Starman             | M.4 | Royaume-Uni | Dutch Art         | Tom Marquand       | Ed Walker         | David Ward                        | Dragon Symbol   | Oxted             | 1'10"11 |
| 2020  | Oxted               | H.4 | Royaume-Uni | Mayson            | Cieren Fallon      | Roger Teal        | S. Piper, T. Hirschfeld & D. Fish | Sceptical       | Golden Horde      | 1'09"59 |
| 2019  | Ten Sovereigns      | M.3 | Irlande     | No Nay Never      | Ryan Moore         | Aidan O'Brien     | Tabor, Smith & Magnier            | Advertise       | Fairyland         | 1'09"31 |
| 2018  | US Navy Flag        | M.3 | Irlande     | War Front         | Ryan Moore         | Aidan O'Brien     | Tabor, Smith & Magnier            | Brando          | Fleet Review      | 1'11"32 |
| 2017  | Harry Angel         | M.3 | Royaume-Uni | Dark Angel        | Adam Kirby         | Clive Cox         | Godolphin                         | Limato          | Brando            | 1'10"40 |
| 2016  | Limato              | H.4 | Royaume-Uni | Tagula            | Harry Bentley      | Henry Candy       | Paul G. Jacobs                    | Suedois         | Quiet Reflection  | 1'09"97 |
| 2015  | Muhaarar            | M.3 | Royaume-Uni | Oasis Dream       | Paul Hanagan       | Charles B. Hills  | Hamdan Al Maktoum                 | Tropics         | Eastern Impact    | 1'09"34 |
| 2014  | Slade Power         | M.5 | Royaume-Uni | Dutch Art         | Wayne Lordan       | Edward Lynam      | Sabena Power                      | Tropics         | Gregorian         | 1'12"40 |
| 2013  | Lethal Force        | M.4 | Royaume-Uni | Dark Angel        | Adam Kirby         | Clive Cox         | Alan Craddock                     | Society Rock    | Slade Power       | 1'09"11 |
| 2012  | Mayson              | M.4 | Royaume-Uni | Invincible Spirit | Paul Hanagan       | Richard Fahey     | David W. Armstrong                | The Cheka       | Society Rock      | 1'15"90 |
| 2011  | Dream Ahead         | M.3 | Royaume-Uni | Diktat            | Mlle Hayley Turner | D.-M.Simcock      | K.Dasmal                          | Bated Breath    | Hitchens          | 1'10"66 |
| 2010  | Starspangled Banner | M.4 | Australie   | Choisir           | Johnny Murtagh     | Aidan O'Brien     | Tabor, Smith, Magnier, Massey     | Equiano         | Alverta           | 1'09"81 |
| 2009  | Fleeting Spirit     | F.4 | Royaume-Uni | Invincible Spirit | Tom Queally        | Jeremy Noseda     | The Searchers                     | Main Aim        | J J The Jet Plane | 1'09"58 |
| 2008  | Marchand d'Or       | H.5 | France      | Marchand de Sable | Davy Bonilla       | Freddy Head       | Mme Jean-Louis Giral              | U S Ranger      | War Artist        | 1'11"01 |
| 2007  | Sakhee's Secret     | M.3 | Royaume-Uni | Sakhee            | Steve Drowne       | Hughie Morrison   | Bridget Swire                     | Dutch Art       | Red Clubs         | 1'10"77 |
| 2006  | Les Arcs            | M.6 | Royaume-Uni | Arch              | John Egan          | Tim Pitt          | Willie McKay                      | Iffraaj         | Ashdown Express   | 1'11"16 |
| 2005  | Pastoral Pursuits   | M.4 | Royaume-Uni | Bahamian Bounty   | John Egan          | Hughie Morrison   | The Pursuits & National Stud      | Avonbridge      | Etlaala           | 1'11"86 |
| 2004  | Frizzante           | F.5 | Royaume-Uni | Efisio            | Johnny Murtagh     | James Fanshawe    | J.Hopper & E.Grundy               | Ashdown Express | Balmont           | 1'11"51 |
| 2003  | Oasis Dream         | M.3 | Royaume-Uni | Green Desert      | Richard Hughes     | John Gosden       | Khalid Abdullah                   | Choisir         | Airwave           | 1'09"94 |
| 2002  | Continent           | H.5 | Royaume-Uni | Lake Coniston     | Darryll Holland    | David Nicholls    | Lucayan Stud                      | Bahamian Pirate | Danehurst         | 1'13"00 |
| 2001  | Mozart              | M.3 | Irlande     | Danehill          | Michael Kinane     | Aidan O'Brien     | Sue Magnier & Michael Tabor       | Cassandra Go    | Misraah           | 1'09"86 |
| 2000  | Agnes World         | M.5 | Japon       | Danzig            | Yutaka Take        | Hideyuki Mori     | Takao Watanabe                    | Lincoln Dancer  | Pipalong          | 1'13"18 |
| 1999  | Stravinsky          | M.3 | Irlande     | Nureyev           | Michael Kinane     | Aidan O'Brien     | Sue Magnier & Michael Tabor       | Bold Edge       | Bertolini         | 1'09"51 |
| 1998  | Elnadim             | M.4 | Royaume-Uni | Danzig            | Richard Hills      | John Dunlop       | Hamdan Al Maktoum                 | Tamarisk        | Danetime          | 1'09"72 |
| 1997  | Compton Place       | M.3 | Royaume-Uni | Indian Ridge      | Seb Sanders        | James Toller      | Duc de Devonshire                 | Royal Applause  | Indian Rocket     | 1'12"10 |
| 1996  | Anabaa              | M.4 | France      | Danzig            | Freddy Head        | Christiane Head   | Mme A. Head                       | Lucayan Prince  | Hever Golf Rose   | 1'10"63 |
| 1995  | Lake Coniston       | M.4 | Royaume-Uni | Bluebird          | Pat Eddery         | Geoff Lewis       | Highclere Racing Ltd              | Piccolo         | Hoh Magic         | 1'12"42 |
| 1994  | Owington            | M.3 | Royaume-Uni | Green Desert      | Paul Eddery        | Geoff Wragg       | Baron G.von Ullmann               | Dolphin Street  | Catrail           | 1'10"96 |
| 1993  | Hamas               | M.4 | Royaume-Uni | Danzig            | Willie Carson      | Peter Walwyn      | Hamdan Al Maktoum                 | College Chapel  | Zieten            | 1'13"08 |
| 1992  | Mr Brooks           | M.5 | Royaume-Uni | Blazzing Saddles  | Lester Piggott     | Richard Hannon    | Paul Green                        | Pursuit Of Love | Sheikh Albadou    | 1'11"80 |
| 1991  | Polish Patriot      | M.3 | Royaume-Uni | Danzig            | Ray Cochrane       | Guy Harwood       | Dick Kirstein                     | Lycius          | Elbio             | 1'12"98 |
| 1990  | Royal Academy       | M.3 | Irlande     | Nijinsky          | John A. Reid       | Vincent O'Brien   | Classic Thoroughbred Plc          | Great Commotion | Rock City         | 1'11"46 |
| 1989  | Cadeaux Genereux    | M.4 | Royaume-Uni | Young Generation  | Paul Eddery        | Alex Scott        | Maktoum Al Maktoum                | Golden Opinion  | Danehill          | 1'09"82 |
| 1988  | Soviet Star         | M.4 | France      | Nureyev           | Cash Asmussen      | André Fabre       | Cheikh Al Maktoum                 | Big Shuffle     | Handsome Sailor   | 1'12"55 |
| 1987  | Ajdal               | M.3 | Royaume-Uni | Northern Dancer   | Walter Swinburn    | Michael Stoute    | Cheikh Al Maktoum                 | Gayane          | Bluebird          | 1'11"02 |
| 1986  | Green Desert        | M.3 | Royaume-Uni | Danzig            | Walter Swinburn    | Michael Stoute    | Maktoum Al Maktoum                | Grey Desire     | Gwydion           | 1'12"25 |
| 1985  | Never So Bold       | M.5 | Royaume-Uni | Bold Lad          | Steve Cauthen      | Robert Armstrong  | Edward Kessly                     | Committed       | Dafayna           | 1'11"86 |
| 1984  | Chief Singer        | M.3 | Royaume-Uni | Ballad Rock       | Ray Cochrane       | Ron Sheather      | Jeff Smith                        | Never So Bold   | Committed         | 1'11"75 |
| 1983  | Habibti             | F.3 | Royaume-Uni | Habitat           | Willie Carson      | John Dunlop       | Mohamed Mutawa                    | Soba            | On Stage          | 1'12"11 |
| 1982  | Sharpo              | M.5 | Royaume-Uni | Sharpen Up        | Pat Eddery         | Jeremy Tree       | Monica Sheriffe                   | Vaigly Star     | Indian King       | 1'11"74 |
| 1981  | Marwell             | F.3 | Royaume-Uni | Habitat           | Walter Swinburn    | Michael Stoute    | Sir Edmund Loder                  | Moorestyle      | Sonoma            | 1'14"10 |
| 1980  | Moorestyle          | M.3 | Royaume-Uni | Manacle           | Lester Piggott     | Robert Armstrong  | Moores Furnishings Ltd            | Vaigly Great    | Sharpo            | 1'12"89 |
| 1979  | Thatching           | M.4 | Irlande     | Thatch            | Lester Piggott     | Vincent O'Brien   | Robert Sangster                   | Vaigly Great    | Greenland Park    | 1'13"20 |
| 1978  | Solinus             | M.3 | Irlande     | Comedy Star       | Lester Piggott     | Vincent O'Brien   | Danny Schwartz                    | Sanedtki        | Double Form       | 1'11"90 |

### Précédents vainqueurs
- 1876 - Springfield
- 1877 - Springfield
- 1878 - Trappist
- 1879 - Phoenix
- 1880 - Charibert
- 1881 - Charibert
- 1882 - Tristan
- 1883 - Clairvaux
- 1884 - Geheimniss
- 1885 - Energy
- 1886 - Melton
- 1887 - Ormonde
- 1888 - Fullerton
- 1889 - Mephisto
- 1890 - Queen of the Fairies
- 1891 - Memoir
- 1892 - Workington
- 1893 - Prince Hampton
- 1894 - Best Man
- 1895 - Woolsthorpe
- 1896 - Worcester
- 1897 - Kilcock
- 1898 - Ugly
- 1899 - Eager
- 1900 - Running Stream
- 1901 - Lord Bobs
- 1902 - Sundridge
- 1903 - Sundridge
- 1904 - Sundridge
- 1905 - Delaunay
- 1906 - Thrush
- 1907 - Dinneford
- 1908 - Lesbia
- 1909 - Jack Snipe
- 1910 - Amore
- 1911 - Sunder
- 1912 - Spanish Prince
- 1913 - Spanish Prince
- 1914 - Golden Sun
- 1915 - Volta
- 1916 - Torloisk
- 1917 - pas de course
- 1918 - Irish Elegance
- 1919 - Diadem
- 1920 - Diadem
- 1921 - Tetratema
- 1922 - Pharmacie
- 1923 - Golden Corn
- 1924 - Drake
- 1925 - Diomedes
- 1926 - Diomedes / Phalaros
- 1927 - Highborn
- 1928 - Golden Oracle
- 1929 - Tiffin
- 1930 - Sir Cosmo
- 1931 - Xandover
- 1932 - Concerto
- 1933 - Myrobella
- 1934 - Coroado
- 1935 - Bellacose
- 1936 - Bellacose
- 1937 - Mickey the Greek
- 1938 - Shalfleet
- 1939 - Portobello
- 1940 - pas de course
- 1941 - Comatas
- 1942-44 - pas de course
- 1945 - Honeyway
- 1946 - The Bug
- 1947 - Falls of Clyde
- 1948 - Palm Vista
- 1949 - Abernant
- 1950 - Abernant
- 1951 - Hard Sauce
- 1952 - Set Fair
- 1953 - Devon Vintage
- 1954 - Vilmoray
- 1955 - Pappa Fourway
- 1956 - Matador
- 1957 - Vigo
- 1958 - Right Boy
- 1959 - Right Boy
- 1960 - Tin Whistle
- 1961 - Galivanter
- 1962 - Marsolve
- 1963 - Secret Step
- 1964 - Daylight Robbery
- 1965 - Merry Madcap
- 1966 - Lucasland
- 1967 - Forlorn River
- 1968 - So Blessed
- 1969 - Tudor Music
- 1970 - Huntercombe
- 1971 - Realm
- 1972 - Parsimony
- 1973 - Thatch
- 1974 - Saritamer
- 1975 - Lianga
- 1976 - Lochnager
- 1977 - Gentilhombre